# Leuctra major
Leuctra major är en bäcksländeart som beskrevs av Brinck 1949. Leuctra major ingår i släktet Leuctra och familjen smalbäcksländor. Inga underarter finns listade i Catalogue of Life.